# Австралийский кубок Порше
Австралийский кубок Порше — кузовной монокубок, проводимый на автомобилях Порше Каррера.
Кубок основан в рамках программы по расширению географии монокубков Порше. Гонки проводятся с 2003 г., в рамках гонок поддержки чемпионата V8 Supercars, санкционируется CAMS (австралийской автоспортивной ассоциацией) как чемпионат Австралии, промоутер CupCar Australia.
Чемпионат проводится по правилам схожим с европейскими, но технический контроль осуществляется жестче. С 2003 по 2005 гг. использовались машины 996-й серии, с 2006 по 2013 гг. — машины GT3 Cup 997-й серии, с 2014 г. — машины GT3 Cup 991-й серии.

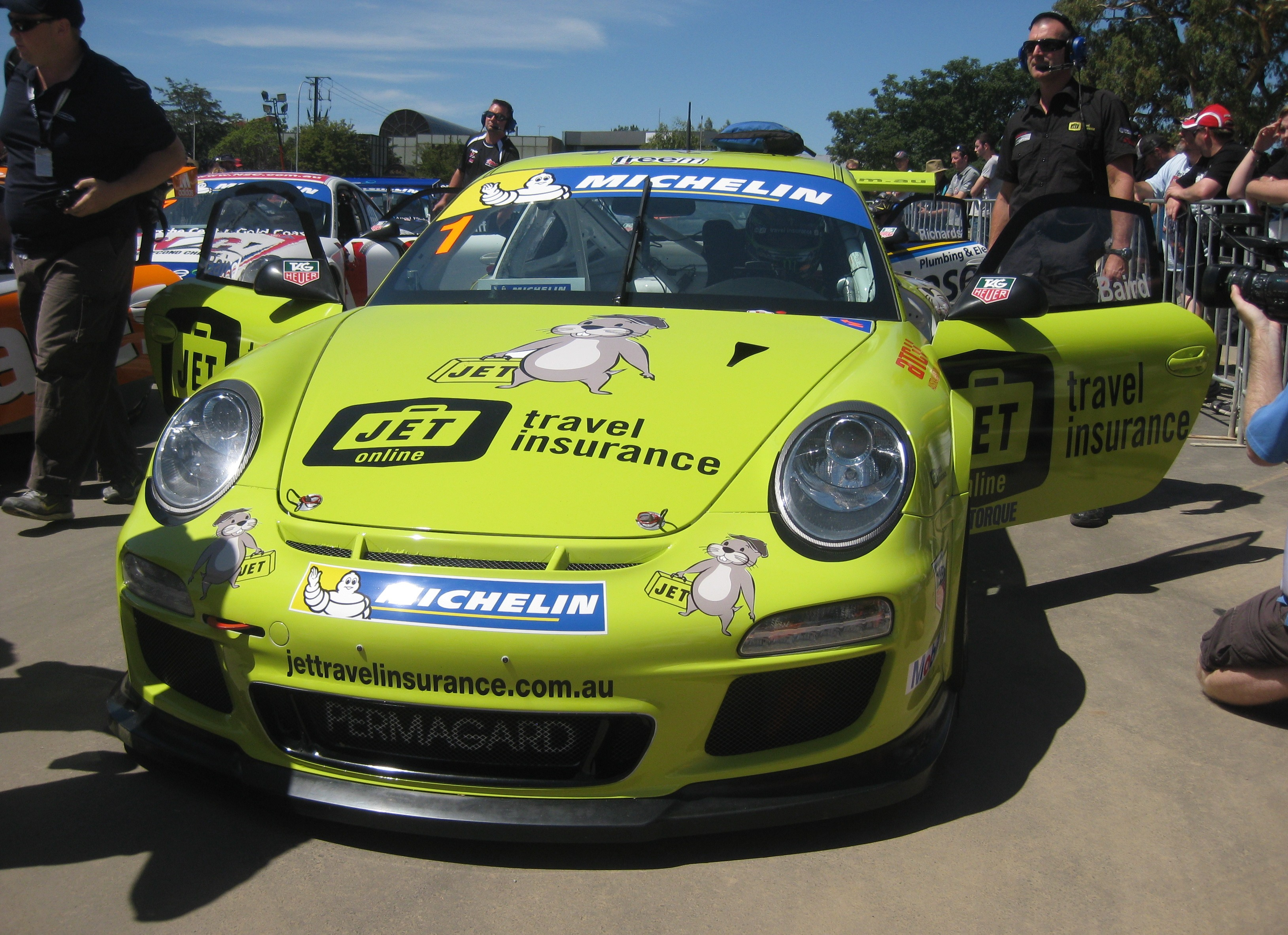
Автомобиль пятикратного чемпиона Крейга Бэрда (снимок 2013 года)

Гонщики Кубка могут выступать в качестве сменщиков на длинных гонках V8. Кроме того, чемпион 2005 г. Фабиан Култхард позже перешел в чемпионат V8 на полное расписание.

## Чемпионы
| Год  | Гонщик                  |
| ---- | ----------------------- |
| 2003 | Джим Ричардс            |
| 2004 | Алекс Дэвисон           |
| 2005 | Фабиан Култхард         |
| 2006 | Крейг Бэрд              |
| 2007 | Дэвид Рейнольдс         |
| 2008 | Крейг Бэрд              |
| 2009 | Чемпионат не проводился |
| 2010 | Чемпионат не проводился |
| 2011 | Крейг Бэрд              |
| 2012 | Крейг Бэрд              |
| 2013 | Крейг Бэрд              |
| 2014 | Стивен Ричардс          |
| 2015 | Ник Фостер              |
| 2016 | Мэтт Кэмпбелл           |
| 2017 | Дэвид Уолл              |